# マヌアエ島 (リーワード諸島)
マヌアエ島（マヌアエとう、Manuae）は、フランス領ポリネシアに属する島。別名はシリー島 (Scilly) とも呼ばれる。リーワード諸島に属する。黒真珠の母貝やウミガメの産卵地として、全島が自然保護区に指定されている。

## 歴史
1767年にマヌアエ島へ最初にヨーロッパから訪問した人物はイギリスのナビゲーター、サミュエル・ウォリスであった。